# ジンジャーブレッド

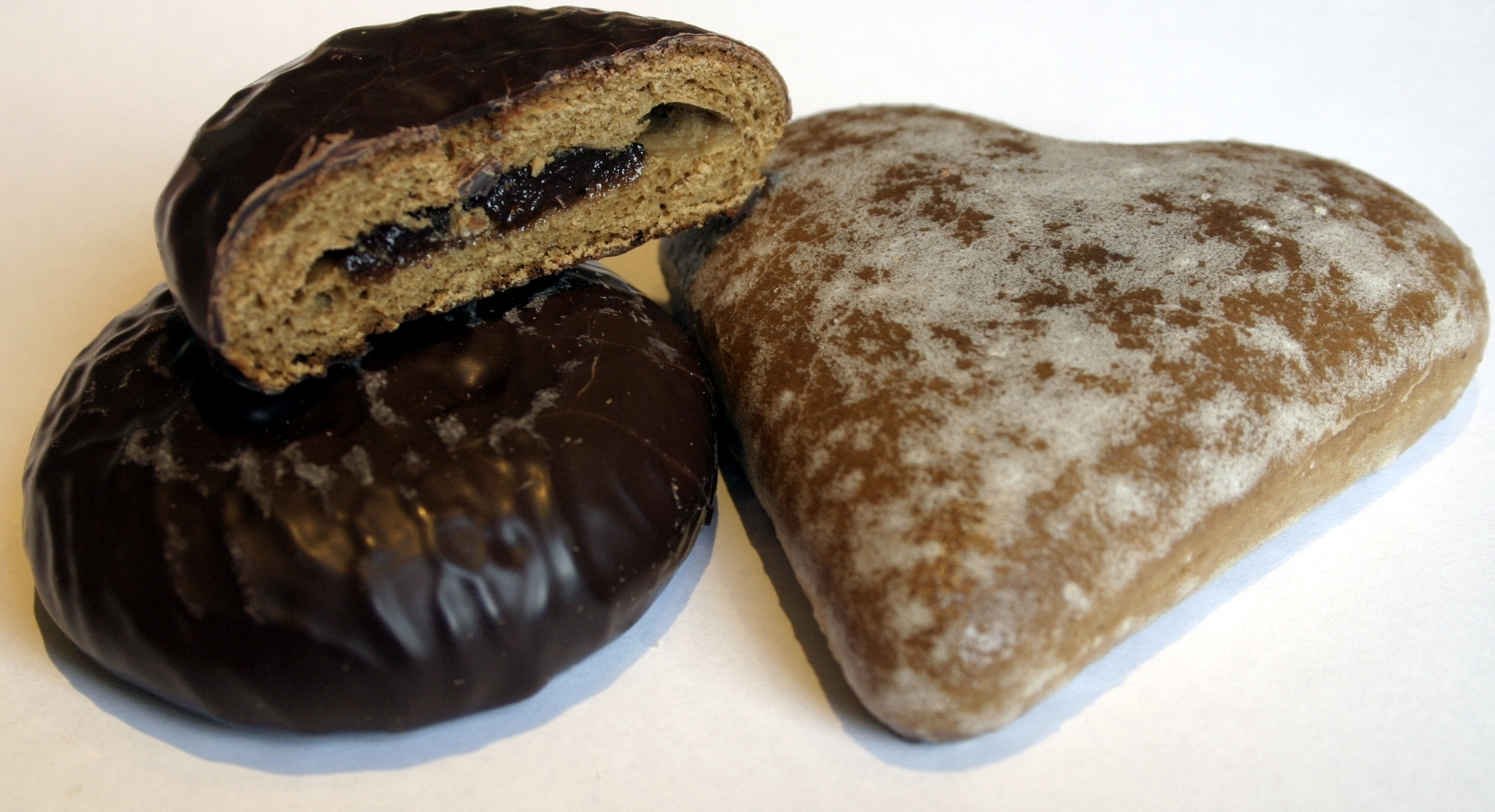
ポーランド・トルン名物のジンジャーブレッド「ピエルニック」
右はプレーンタイプ粉砂糖がけ
左はプルーンフィリング入りで外側はチョコレートコーティング

ジンジャーブレッド (Gingerbread)は、生姜を使った洋菓子の一種である。
ジンジャークッキー、あるいはそれを家の形に組み立てたジンジャーブレッドハウス（ヘクセンハウス）を指すこともあるが、本項ではケーキ状になったものについて述べる。ただし両者の違いは必ずしも明確ではない。

## 概要
ジンジャーブレッドの起源は、古代ギリシア時代に、ロドス島のパン屋が焼いたものと言われる。中東から十字軍がヨーロッパに持ち帰ったことで各地に広まり、現在では東ヨーロッパからアングロアメリカまで広く見られる。小説『メリー・ポピンズ』の中にも登場する。
イギリスではとても一般的なケーキである。ローマ時代に、アフリカ産の良質の生姜とともに伝わったとも言われる。
アメリカ合衆国では冬、特にクリスマスの前後に家庭で作って食べることが多い。

## 材料
生姜はジンジャーパウダー（ショウガの乾燥粉末）、あるいはおろし生姜の絞り汁のみを使う。また甘味を付けるには糖蜜を用いるため、ジンジャーブレッドも黒みがかった色になる。
生地の中にマスタードやレーズン、ナッツ類を加えることや温めたレモンソースなどを添えることもある。